# Cărbunari
Cărbunari is een Roemeense gemeente in het district Caraș-Severin.
Cărbunari telt 1141 inwoners.